# 에마누엘 루베스키
에마누엘 루베스키(스페인어: Emmanuel Lubezki, 1964년 ~ )는 멕시코의 촬영 감독이다. 알폰소 쿠아론, 테런스 맬릭, 알레한드로 곤살레스 이냐리투 감독과의 협업으로 유명하다. 《그래비티》(2013)와 《버드맨》(2014)으로 아카데미 촬영상을 두 번 수상했다.

## 생애와 경력
에마누엘 루베스키는 멕시코시티에서 태어났다. 조모는 러시아 출신 이민자이다. 아버지는 배우였으며, 12살 때부터 흑백사진을 찍으며 사진에 관심을 가졌다. 멕시코 국립대학교에서 영화를 전공하면서 동기들의 작품에 촬영 담당으로 참여하며 실력을 쌓았다.
알폰소 쿠아론 감독의 첫 할리우드 진출작 《소공녀》 촬영으로 아카데미 촬영상 후보에 올랐다. 이후로도 몇 번씩 이름이 오르내리지만 수상하지 못했는데, 2013년 쿠아론의 《그래비티》로 비로소 촬영상을 수상했고 이듬해 《버드맨》으로 그 다음해에는 《레버넌트: 죽음에서 돌아온 자》로 다시 촬영상을 수상하여 3년 연속 수상자 타이틀을 거머쥐었다.

## 촬영 작품
| 연도 | 제목                                 | 감독                         | 수상                                                  |
| ---- | ------------------------------------ | ---------------------------- | ----------------------------------------------------- |
| 1994 | 《청춘 스케치》                      | 벤 스틸러                    |                                                       |
| 1995 | 《구름속의 산책》                    | 알폰소 아라우                |                                                       |
| 1995 | 《소공녀》                           | 알폰소 쿠아론                | 아카데미 촬영상 후보 지명                             |
| 1996 | 《버드케이지》                       | 마이크 니컬스                |                                                       |
| 1998 | 《조 블랙의 사랑》                   | 마틴 브레스트                |                                                       |
| 1998 | 《위대한 유산》                      | 알폰소 쿠아론                |                                                       |
| 1999 | 《슬리피 할로우》                    | 팀 버튼                      | 새틀라이트 촬영상 수상 아카데미 촬영상 후보 지명      |
| 2000 | 《그녀를 보기만 해도 알 수 있는 것》 | 로드리고 가르시아            |                                                       |
| 2001 | 《알리》                             | 마이클 맨                    |                                                       |
| 2001 | 《이 투 마마》                       | 알폰소 쿠아론                |                                                       |
| 2003 | 《더 캣》                            | 보 웰치                      |                                                       |
| 2004 | 《레모니 스니켓의 위험한 대결》      | 브래드 실버링                | 새틀라이트 촬영상 후보 지명                           |
| 2005 | 《뉴 월드》                          | 테런스 맬릭                  | 아카데미 촬영상 후보 지명                             |
| 2006 | 《칠드런 오브 맨》                   | 알폰소 쿠아론                |                                                       |
| 2007 | 《그들 각자의 영화관》               | 알레한드로 곤살레스 이냐리투 |                                                       |
| 2008 | 《번 애프터 리딩》                   | 코언 형제                    |                                                       |
| 2011 | 《트리 오브 라이프》                 | 테런스 맬릭                  | 아카데미 촬영상 후보 지명 새틀라이트 촬영상 후보 지명 |
| 2012 | 《투 더 원더》                       | 테런스 맬릭                  |                                                       |
| 2013 | 《그래비티》                         | 알폰소 쿠아론                | 아카데미 촬영상 수상 새틀라이트 촬영상 수상           |
| 2014 | 《버드맨》                           | 알레한드로 곤살레스 이냐리투 | 아카데미 촬영상 수상                                  |

## 같이 보기
- 멕시코 영화